# Andrei Wassiljewitsch Michailow
Andrei Wassiljewitsch Michailow (russisch Андрей Васильевич Михайлов; * 18. Januarjul. / 31. Januar 1904greg. in St. Petersburg; † 15. März 1996 in Moskau) war ein sowjetisch-russischer Wasserbauingenieur und Hochschullehrer.

## Leben
Michailow, Sohn eines adligen Schifffahrtsinspektors, besuchte die Mittelschule mit Abschluss 1919 im Russischen Bürgerkrieg. Er arbeitete zwei Jahre lang als Spediteur in der Petrograder Verwaltung und begann dann das Studium am Polytechnischen Institut Petrograd in der Bauwesen-Fakultät, das er 1926 mit Erfolg abschloss.
Darauf wurde Michailow Mitarbeiter der Leningrader Verwaltung für Projektierung und Prospektion und der Wasserweg-Verwaltung und arbeitete bei der Prospektion, der Projektierung und dem Bau von Bewässerungsanlagen in Usbekistan im Serafschan-Tal mit. Ab Februar 1932 war er auch Assistent am Lehrstuhl für Staudämme und Wasserwege des Lerningrader Wasserbau-Instituts.
Als asoziales Element wurde Michailow 1935 aus Leningrad verbannt. Er war nun an der Projektierung und dem Bau der Wolga-Wasserkraftwerke Iwankowski (beim späteren Dubna) und Kuibyschew der Wolga-Kama-Kaskade beteiligt. Während des Deutsch-Sowjetischen Kriegs leitete er das Büro der Lagerhauptverwaltung für Industriebau Glawpromstroi des NKWD für den Bau des Schirokowski-Wasserkraftwerks an der Koswa bei Gubacha. Bei Kriegsende stellte er den Weißmeer-Ostsee-Kanal wieder her, der Frontlinie bei den Kämpfen gegen deutsch-finnische Truppen war.
Nach dem Krieg projektierte Michailow das Zimljansk-Wasserkraftwerk am Don und den Wolga-Don-Kanal. 1947 hatte er mit Erfolg seine Dissertation über die Hauptelemente der Kopfsysteme zur Versorgung der Kammerschleusen für die Promotion zum Kandidaten der technischen Wissenschaften verteidigt. Er war dann Chefingenieur beim Bau des Stalingrader Wasserkraftwerks. 1958 verteidigte er seine dreibändige Doktor-Dissertation über Theorie und Methodik der hydraulischen Berechnung von Schleusen unter Berücksichtigung der instationären Strömungen in Kammern und Zufahrten mit Erfolg für die Promotion zum Doktor der technischen Wissenschaften.
Ab 1962 war Michailow Vizechefingenieur des Moskauer Instituts Hydroprojekt und Leiter der Abteilung für Wellenschutzanlagen. Er lehrte am Moskauer Institut für Bauwesen und wurde 1964 zum Professor ernannt. Von 1967 bis 1982 leitete er den Lehrstuhl für Wasserwirtschaft und Seehäfen.

## Ehrungen, Preise
- Stalinpreis II. Klasse (1950)[2]
- Leninorden (1952)
- Held der sozialistischen Arbeit mit Goldmedaille Hammer und Sichel und Leninorden (1961)[2]
- Verdienter Wissenschaftler und Techniker der RSFSR (1964)[2]